# مجید حاجی‌زاده
مجید حاجی‌زاده (زادهٔ ۱۳۵۸ در تهران) بازیگر اهل ایران است. او از سال ۱۳۷۵ دورهٔ بازیگری را زیر نظر محمود عزیزی، ایرج راد، علیرضا خمسه، بهمن زرین‌پور، و نوشابه امیری گذراند. در سال ۱۳۸۱ در رشتهٔ بازیگری و کارگردانی تئاتر وارد دانشگاه شد و با بازی در فیلم دختری با کفش‌های کتانی به کارگردانی رسول صدرعاملی وارد سینما شد.

## حرفه

### منشی صحنه
دختری با کفشهای کتانی (۱۳۷۷)

### بازیگری

#### سینما
- متل قو (۱۳۹۱)
- شیرین قناری بود (۱۳۹۰)
- نامزد آمریکایی من (۱۳۸۷)
- آقا(۱۳۸۲)
- مارال (۱۳۷۹)
- سهراب (۱۳۷۸)
- دختری با کفش‌های کتانی (۱۳۷۷)
- بوسه بر باران  (۱۳۹۹)

#### تلویزیون
- چشم‌های نامحسوس
- فقط به خاطر تو
- قاب‌های خالی
- مهر خاموش☆☆